# Il soldatino di stagno
Il soldatino di stagno (Den standhaftige tinsoldat) è una fiaba di Hans Christian Andersen. È nota anche come: Il soldatino di piombo, Il coraggioso soldatino di stagno, Il tenace soldatino di stagno, Il coraggioso soldatino di piombo e con altri titoli analoghi. Fu pubblicata per la prima volta il 2 ottobre 1838, nel quarto volume di Eventyr, Fortalte for Børn. In Italia venne pubblicato nel 1864 in Quindici racconti pei giovinetti.

## Trama
Un bambino riceve in dono un gruppo di 25 soldatini di stagno. A uno dei soldatini manca un pezzo di gamba perché è stato fuso dopo gli altri, con lo stagno avanzato da un cucchiaio. Ogni notte, quando i bambini sono addormentati, i loro giocattoli prendono vita. Il soldatino senza una gamba si innamora di una ballerina di carta con uno splendente lustrino di decorazione che vede tra i giocattoli.
Fra essi c'è un pupazzo a molla a forma di diavolo, invidioso del soldatino di stagno, che lancia una maledizione sulla coppia, condannandola a non essere mai felice. Il giorno dopo, infatti, il soldatino cade fortuitamente dal davanzale della finestra. Trovato in terra da due bambini, viene messo su una barchetta di carta e spinto in mare; la barca stessa poi affonda e il soldatino viene mangiato da un pesce. Per tutto il tempo, il soldatino resta coraggiosamente sull'attenti, con il chepì dritto in testa. Miracolosamente, il pesce viene pescato e finisce proprio nella cucina della casa da cui proviene il soldatino; recuperato dal cuoco, torna fra i giocattoli e dalla sua amata ballerina.
La crudeltà del diavoletto però non è sconfitta; il soldatino finisce questa volta nel fuoco e inizia a sciogliersi; un colpo delicato di vento fa volare nel fuoco anche la ballerina. Il giorno successivo, dei due non rimane che un cuoricino di stagno e un lustrino annerito dal fuoco.

## Analisi
Il soldatino di stagno ha una struttura simile a quella de La sirenetta o La piccola fiammiferaia; i protagonisti, oppressi, si riscattano solo metafisicamente (nella vita dopo la morte) in virtù delle loro doti morali. Proprio il valore morale e in particolare il coraggio e il senso del dovere ("lo stare sull'attenti"), sono centrali in questa particolare fiaba. Il cuore di stagno rimasto fra le braci rinforza in forma simbolica il messaggio che su tutte le difficoltà e i dolori della vita, l'amore vince (essendo eterno).
Se il tema dello sventurato e del diverso (il soldatino non a caso "storpio") sono frequenti in Andersen e si possono ricollegare genericamente agli stenti e alle difficoltà sociali della sua gioventù, qui il riferimento all'infanzia dell'autore è anche rilevabile su un piano più esplicito e letterale; i suoi giocattoli erano infatti soprattutto burattini, a cui Andersen dava vita in un proprio teatrino delle marionette.

## Influenza culturale
Come i personaggi di molte altre fiabe di Andersen, il soldatino di stagno è entrato a far parte dell'immaginario collettivo. Fra gli innumerevoli riferimenti a questa fiaba spiccano:
- Il film d'animazione della Pixar Toy Story - Il mondo dei giocattoli è basato sulla medesima premessa fantastica (i giocattoli che prendono vita quando sono inosservati) e in cui molte sequenze trattano di giocattoli "smarriti" che ritrovano la via di casa attraverso mille peripezie.
- La Disney, nel lungometraggio Fantasia 2000, ha trasposto la fiaba di Andersen in una sequenza animata, con un finale diverso dall'originale, accompagnata dal Concerto per pianoforte No 2 (Allegro, opus 102) di Dmitrij Šostakovič.
- Un altro riferimento influente è quello nel video musicale del brano Heavy on My Heart della cantautrice Anastacia. La trama prende spunto dalla storia d'amore del soldatino e della ballerina che vengono rappresentati sotto forma di manichini.
- Anche il video della canzone Instant Crush dei Daft Punk è ispirato a questa storia.
- Nel manga e anime One Piece compare Kyros, personaggio che viene trasformato in un soldatino con una gamba sola.
- Alla fiaba è ispirato il titolo del romanzo Baltimore - Il tenace soldatino di stagno e il vampiro (Baltimore, or, The Steadfast Tin Soldier and the Vampire) del 2007, scritto da Christopher Golden e Mike Mignola, illustrato dallo stesso Mignola, che contiene molte citazioni dell'opera di Andersen.[4][5]